# Moraschun-e Sofla
Moraschun-e Sofla (perski: مراسخون سفلي) – wieś w południowym Iranie, w ostanie Fars. W 2006 roku miejscowość liczyła 683 mieszkańców w 130 rodzinach.